# Coniopteryx trispina
Coniopteryx trispina är en insektsart som beskrevs av Meinander 1983. Coniopteryx trispina ingår i släktet Coniopteryx och familjen vaxsländor. Inga underarter finns listade i Catalogue of Life.